# 足立正
足立 正（あだち ただし、1883年（明治16年）2月28日 - 1973年（昭和48年）3月29日）は、日本の実業家・財界人。位階勲等は正三位勲一等旭日大綬章。号立堂。王子製紙社長、ラジオ東京（現・TBSホールディングス）初代社長・会長、日本民間放送連盟初代会長。日本商工会議所名誉会頭。東京高等商業学校（現一橋大学）卒業。

## 概要
1883年（明治16年）鳥取県境町（現・境港市）朝日町に生まれる。1905年（明治38年）東京高等商業学校（現一橋大学）を卒業、三井物産へ入社。1920年（大正9年）王子製紙取締役に就任、1942年（昭和17年）同社社長就任
1951年（昭和26年）ラジオ東京（現・TBS）創立に当たり取締役社長。
1956年（昭和31年）日本生産性本部会長、1957年（昭和32年）東京商工会議所及び日本商工会議所会頭などを歴任、財界の重鎮として活躍した。
1973年（昭和48年）90歳で没。正三位勲一等旭日大綬章、勲一等瑞宝章を受く。

## 来歴・人物
現在の鳥取県境港市朝日町に生まれた。父・足立繁太郎、母・さとの長男。父・繁太郎が境郵便局長を多年にわたって務めたため、足立姓の多いこの地方では“郵便足立”と呼ばれた。
小学校を卒業後旧制松江中学校（現・島根県立松江北高等学校）に入学する。ラフカディオ・ハーン（小泉八雲）が転出するのと入れちがいであったがその遺風は校内にただよっていたという。
中学卒業後、東京高等商業学校（現・一橋大学）に入学する。在学中より外交官を志すも家庭の事情で断念し1905年（明治38年）大学を卒業すると三井物産に入社した。当時三井物産には、以前から知り合いの藤原銀次郎がおり台北支店長をしていた。そのようなことから入社早々台北に赴任と決まった。
藤原は三井物産の台北支店長から北海道の小樽支店長に転じ、間もなく王子製紙に移った。これに従って足立も王子製紙に移った。王子製紙は第一次世界大戦を契機に発展の一途をたどりはじめたが、1917年（大正6年）足立は苫小牧工場長になり、1920年（大正9年）取締役に就任した。藤原は社長になっていたが、1938年（昭和13年）藤原は米内光政内閣の商工大臣になると社長を辞任し、1942年（昭和17年）足立が王子製紙の社長になり、1946年（昭和21年）に辞任するまで戦時下の会社経営につとめた。
1950年（昭和25年）10月13日、公職追放解除の閣議決定後、1951年（昭和26年）にラジオ東京（現在のTBS）の社長に迎えられ、日本民間放送連盟初代会長となった。1956年（昭和31年）日本生産性本部会長、1957年（昭和32年）日本商工会議所会頭・東京商工会議所会頭に就任し、幅広く財界活動を行った。1961年（昭和36年）からは、駐日韓国代表部首席代表となった一橋の後輩にあたる李東煥の働きかけを受け、日韓国交正常化に向けて尽力した。早稲田大学名誉博士（Doctor of Laws）。

## エピソード

### 人柄・性格など
宗教は曹洞宗。趣味は乗馬、庭球。囲碁、将棋を好む。
容貌が哲学者の安倍能成に似ている。

#### 学生時代
足立は『私の履歴書』に「特別に中学での成績がよかったわけでもなかったのに、松江から東京高商を志望したものの中では私がトップだったので無試験入学となった。そのころは各中学の最優秀生は無試験でとってくれたのだからいまの受験地獄を思うとまるで隔世の感がある」と書いている。
東京高等商業学校（現・一橋大学）では菅礼之助（元・東京電力会長）、内田信也（政治家）らが同級であった。

#### 交流関係
藤原銀次郎の妻の実家（由井家）と足立の生家は隣同士であり、2人が結ばれたのは足立の父・繁太郎の仲介によるものであった。
足立正の『私の履歴書』によると、「境の私の生家と藤原銀次郎さんの奥さんの実家とは、実は隣同士で、親類同様に親しくおつきあいをしていた。そんなわけだから、私の家へ藤原さんから奥さんの身もとしらべにきたときには、父はタイコ判をおしてあげたり、それが機縁でおふたりが結ばれたのちは、藤原さん自身もちょいちょい私の家に遊びに見えた。」という。

#### その他
足立は、鳥取県境町（現・境港市）、北海道苫小牧市、東京市麻布区桜田町（現・東京都港区元麻布）等に居住した。

## 家族・親族

### 足立家
（鳥取県境港市（旧境町）朝日町、東京都港区）
- 家系

足立氏の出身。家業は酒造りで、江戸時代には大庄屋を務め、苗字帯刀を許された豪家だった
足立正の『私の履歴書』によると、「家業は酒造りであったが、かなりの田畑をもっていて耕作は小作人にまかせていた。代々大庄屋をつとめていたので、平民ではあったが、名字帯刀を許された郷士の家柄であった。そんなだから家には武芸をとうとぶ気風がのこっていて、祖父の徹造は馬術の達人であった。なんでも鳥取藩つきの高名な先生について腕をみがいたということで、家にはつねに駿馬（しゅんめ）が二頭飼ってあった。その影響をうけて父も馬術が上手だったが、むしろ父は剣道の腕のほうがたしかだったようだ。
一方、母の実家は医者であるが、その父という人はそうとう気骨のある人だったらしく、勤皇の志士に加わって倒幕に活躍し、ついに京都でたおれている。こうした血すじのせいか私は生まれつき大変なやんちゃだったらしい。そこえもってきて子供のころから武芸の修業ときている。小学校二年のときにはすでに父から直接、剣道の手ほどきをうけた。」という。
二男龍雄は王子製紙に入り、戦後の分割後に本州製紙の取締役、常任監査役を務めた後1975年から中村屋の社長、1984年に会長になり取締役相談役。
- 評価

鈴木幸夫の著書『閨閥 結婚で固められる日本の支配者集団』（1965年）119頁によると、「足立はいまTBSの会長で肩書きはよいが、企業的にはビッグビジネスの経営者ではない。しかしかれが王子製紙の創始者藤原銀次郎を助け、王子製紙発展の推進者であったことは周知の話だ。足立の生家のとなりが、藤原銀次郎の夫人の実家で、となり同士の交際が藤原と足立を結びつけるテコになった。さてかれの妻靖子は元古河鉱業取締役飯島純介の娘で…（中略）…
そして次女の夫山崎英吉の父が法学博士山崎覚次郎。三女の夫吉家光夫の父が元鴨川化工会長吉家敬三である。ほかに姻戚には元拓銀副頭取塩川三四郎、元海軍大将山梨勝之進、元男爵、元式部次長武井守成）、元三菱本社専務船田一雄らがいる。…（中略）…足立はいまや財界世話役の巨頭として、もっぱら名を売っているが、財界の親台湾ロビーの有力者として、対国府親善のためには、意欲的に動いている」という。
- 祖父 - 徹造
- 父 - 繁太郎（境郵便局長、境町会議員）
- 母 - さと（鳥取県・永見誠斎の二女）
- 妻 - こを（鳥取県・回船問屋、海運業者栢木節蔵の二女）[13]、靖子（元古河鉱業取締役飯島純介の娘）
- 長男 - 勲
- 二男 - 龍雄（実業家・中村屋会長）
  - 同妻 - 泰子（元海軍大将山梨勝之進の二女）
- 長女 - 妙子（元芸備銀行（現在の広島銀行）頭取塩川三四郎の長男塩川三千勝の妻）[14]
- 二女 - 富美子（法学博士山崎覚次郎の四男山崎英吉の妻）
- 三男 - 仁三（実業家・コープケミカル（代表）会長）
  - 同妻 - 直子（元男爵武井守成の二女、元姫路藩士で、貴族院勅選議員や枢密顧問官に任じられた武井守正の孫娘）
- 三女 - 道子（元鴨川化工会長吉家敬三の長男吉家光夫の妻）
- 四女 - 喜美子（船田昌一の妻）
- 四男 - 壽惠雄（実業家・丸紅顧問）
- 孫
  - 正晃（妻・久美子は第55代内閣総理大臣石橋湛山の孫娘）
  - 啓子（伊藤忠財閥二代目当主伊藤忠兵衛（2代）の孫伊藤勲の妻）